# 叉手
叉手（さしゅ）とは中国をはじめ東アジアに伝わる所作である。貴人をはじめ神仏などへの敬意の所作であり、立った姿勢で両手を胸のまえで重ねるようにして表す。
かたちは時代または地域や民族宗派によってもわずかに異なり、かるく背を折るもの，かるく膝を折るもの，片手を握りこむもの，親指を挿し交わすもの，両肘を開くもの，腕組みに似た手の重ねかたのもの，など様々である。
叉手ははじめ中国の民間から起こった所作であり、俗習であったものがのちに貴人などに広まり、やがて宗教を通して外国まで伝わったものである。
韓国や日本でも手を体の前で重ねる所作をとることがあるので、叉手の影響を受けている可能性は考えられるが、その上で各国それぞれの国民性のなかで発達したものだと見るのがよいであろう。
とくに日本の場合、叉手を直接的に知る人は少なく、女性などが体の前に手を重ねることについては、女性自身「肩が丸くみえる」といった動機のあることから、容姿のまとまりとしての仕草に近いものであるとも考えられる。
宗教では主に仏教、禅などによく知られている礼法である。

叉手（シヤシュ）：合掌につぐ印度の禮法なり。左手にて右手を把（にぎ）り、胸とやゝ離れしめて乳の高さに擧（あ）げること。又左手に拇指を曲げて餘（あまり）の四指にて之を握り、胸に當（あ）てゝ稍（やや）隔を置くこと。また合掌と同じ意にも用ふ。観経に「合掌叉手して南無阿彌陀佛と稱（しょう）せしむる」とある。